# Dossow (Adelsgeschlecht)

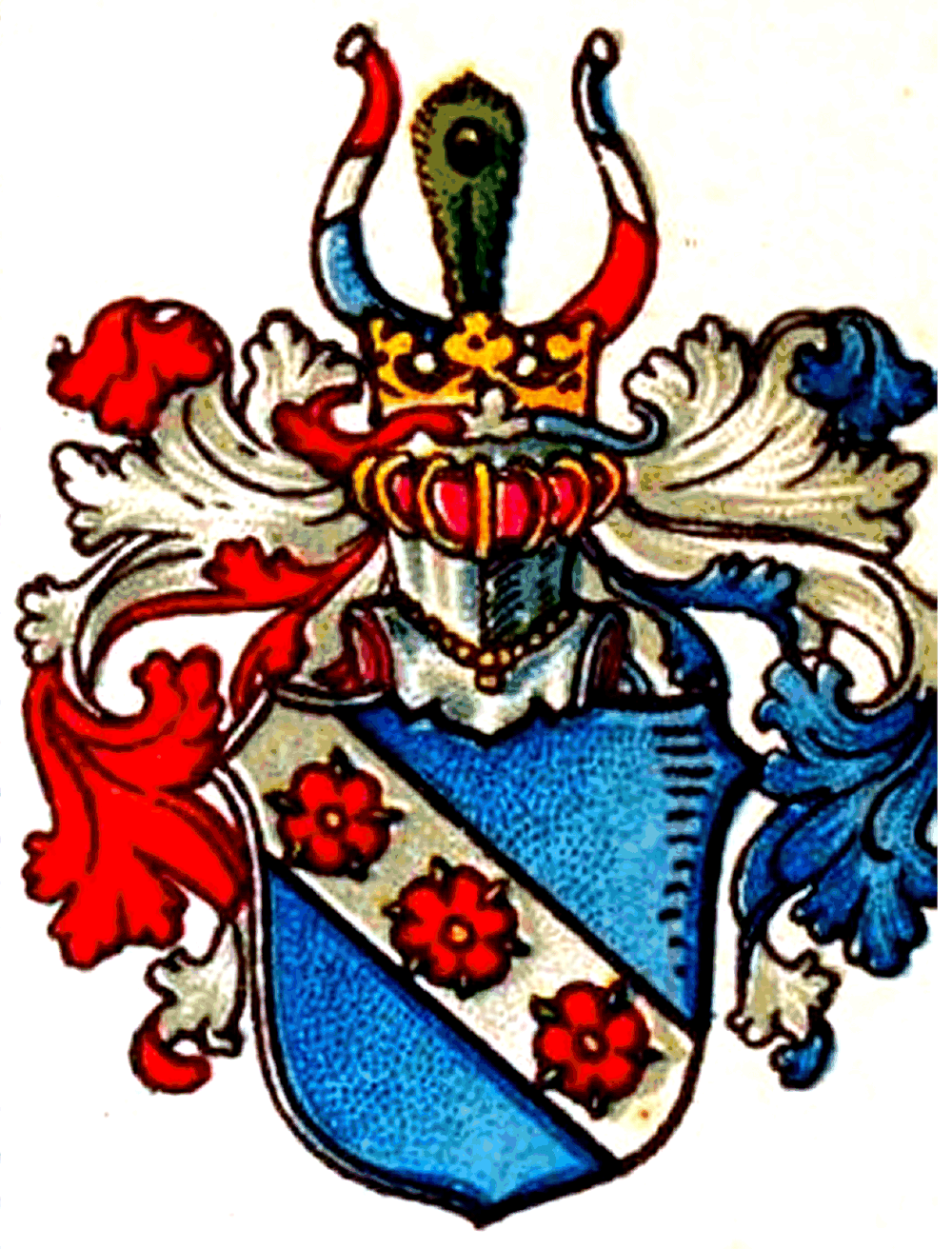
Wappen der Familie von Dossow

Dossow, auch Dossau oder Dossen, ist der Name eines alten Adelsgeschlechts aus der Mark Brandenburg. Die Familie, deren Zweige zum Teil bis heute bestehen, gehört zum Uradel der Prignitz und gelangte später vor allem in Pommern zu Besitz und Ansehen.

## Geschichte

### Herkunft
Erstmals urkundlich erwähnt wird das Geschlecht am 14. Februar 1277 mit Tyde de Dosse. In dieser Urkunde bestätigen die brandenburgischen Markgrafen Johann, Otto und Konrad die Stadt Pyritz.
Namensgebendes Stammhaus der Familie war die Ortschaft Dossow, sechs Kilometer südlich der Stadt Wittstock/Dosse in Brandenburg, sie ist heute ein Ortsteil von Wittstock. Der Name Dossow kommt aus dem Slawischen und bedeutet so viel wie Wasser. Die Ortschaft leitet den Namen von dem Fluss Dosse ab an dem sie liegt. Dossow erscheint ab 1273 urkundlich und war ein wichtiger Urkundenort der brandenburgischen Markgrafen, die auch zeitweise dort regierten.

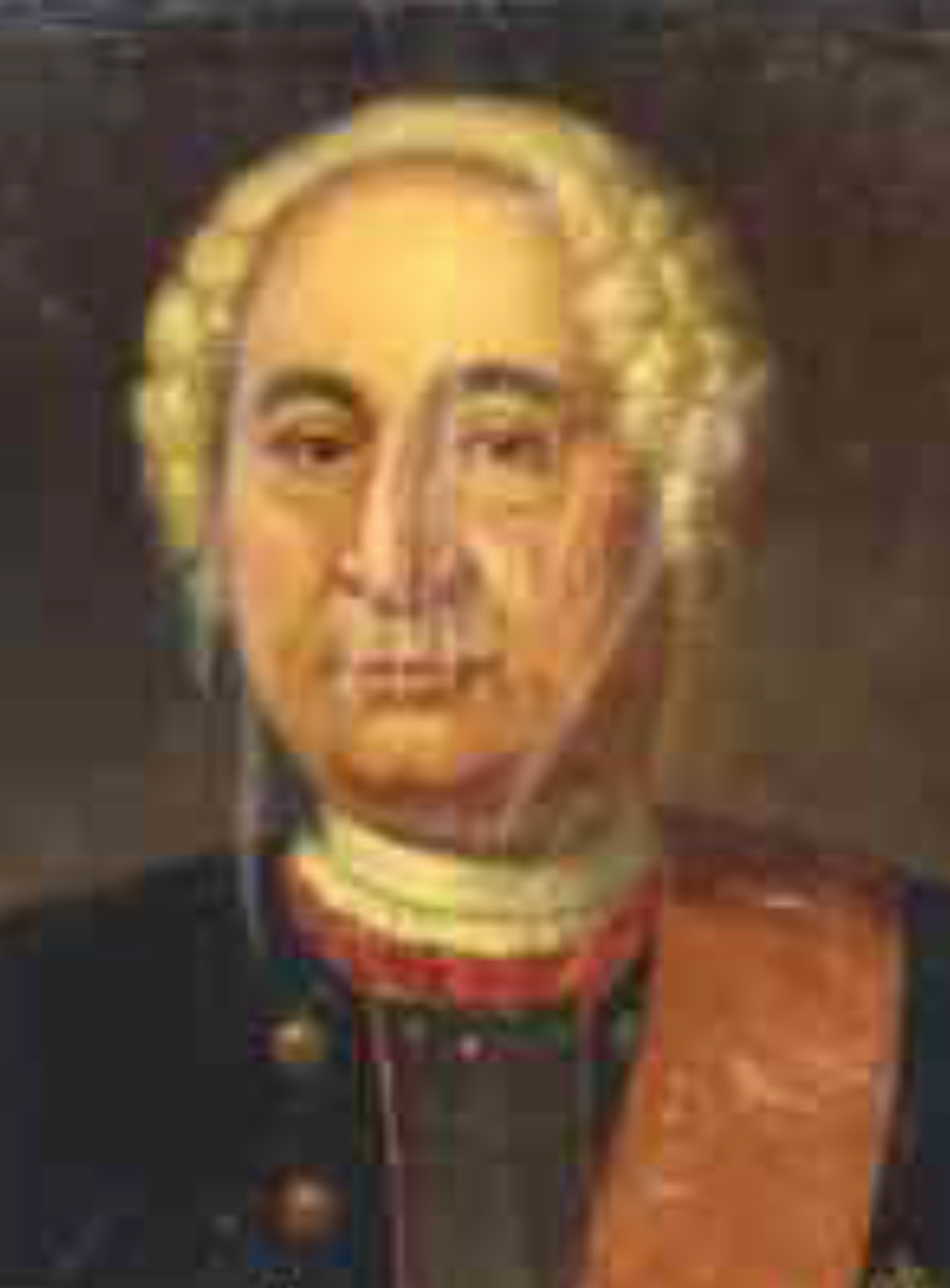
Friedrich Wilhelm von Dossow (1669–1758)

### Ausbreitung und Persönlichkeiten
Nach Kneschke erscheinen die von Dossow 1330 erstmals urkundlich mit Heinrich von der Dossen. Er soll mit dem Markgrafen Ludwig von Brandenburg, den Herzögen Otto I. und Barnim III. von Pommern sowie den Domherren zu Cammin und ihren Helfern, den Grafen von Naugarden, und der Stadt Massow einen Waffenstillstand geschlossen haben. Die Brüder Heyne und Thideke von Dossow erscheinen 1363 in Urkunden und Hennig Dossow 1431. Hennig war 1437 Vicedominus zu Cammin. Roloff Dossow war von 1432 bis 1456 Bürgermeister von Stettin und ein weiterer Roloff übte dieses Amt 1494 aus.
Zahlreiche Familienangehörige dienten in der kurbrandenburgischen bzw. königlichen Preußischen Armee. Einer der bedeutendsten Vertreter der Familie war Friedrich Wilhelm von Dossow (1669–1758). Er wurde preußischer Generalleutnant und 1742 Gouverneur von Wesel. Im gleichen Jahr erhielt er den Schwarzen Adlerorden. Friedrich Wilhelm starb kinderlos am 28. Mai 1758 als preußischer Generalfeldmarschall.
Im 18. Jahrhundert war ein v. Dossow-Regiment in Wesel stationiert.
Ein von Dossow fiel 1813 in den Befreiungskriegen als Rittmeister eines mecklenburg-schweriner Jägerdetachements. Oberst Friedrich Wilhelm von Dossow (1769–1828) starb als Kommandeur des 3. Dragoner-Regiments zu Landsberg an der Warthe, resp. des Dragoner-Regiments Nr. 15. Von seinen Söhnen diente einer als Premierleutnant im 3. Dragoner-Regiment und dessen jüngerer Bruder war Leutnant im 3. Ulanen-Regiment zu Beeskow.
Im späteren 19. Jahrhundert wird Adelheid von Dossow (1817–1866) bekannt, sie heiratete das Herrenhaus-Mitglied Arthur von Manteuffel. Zeitgleich ist eine Dame von Dossow Konventualin om Klosterstift zum Heiligengrabe in der Prignitz.
Um 1940 sind nur noch wenige Vertreter der Familie nachweisbar, so die Lehrerin Agnes von Dossow und ihre Schwester Minna in Berlin und ihre Cousins, die Söhne des Majors Ulrich von Dossow, Leutnant a. D. Richard von Dossow und sein Bruder Waldemar von Dossow, beide ledig.

### Besitzungen
Der Grundbesitz der Familie lag vor allem im Stettiner Land. Zabel Dossow wurde 1608 vom Herzog Philipp von Pommern mit den väterlichen Lehen in Barnimscunow, Strevelow und Striesen belehnt. Außerdem waren unter anderem Langenhagen, Schwochow, Bunsikow, Wustrow und Bakow Lehnsbesitzungen der Familie, die aber auch andere Güter zeitweise in Pfandbesitz hatte. Zu den Hauptbesitzungen gehörte Kunow im ehemaligen Landkreis Greifenhagen, das die von Dossow bereits seit 1464 besaßen. Adam Heinrich von Dossow verkaufte den alten Besitz 1735 an den Geheimrat und Oberhofmarschall Alexander Magnus von Kunow. Später fiel das Gut an die Familie von Lüderitz.

## Wappen

### Familienwappen
Das Wappen zeigt in Blau ein mit drei roten Rosen belegten silbernen Schrägrechtsbalken. Auf dem Helm mit rot-silbernen Helmdecken drei rote Rosen unter einem doppelten natürlichen Pfauenwedel zwischen zwei Büffelhörnern, deren rechtes von Rot, Blau und Silber und deren linkes von Silber, Rot und Blau gewunden ist.

### Wappengeschichte
Das Wappen erscheint auf Abdrücken von Petschaften. Nach Julius Theodor Bagmihl, Pommersches Wappenbuch II. S. 80–82 (1846–1855), erscheint in neueren Siegeln statt des Pfauenwedels drei Straußenfedern, auf einem anderen Siegel statt der drei Rosen zwei und auf einem dritten statt der Rosen eine Krone.
In Johannes Micraelius Sechs Bücher vom alten Pommernland. Band 6, S. 480 (1640) sind die Dossen Stettinisch und führten drei rote Rosen in einem weißen Strich im blauen Felde und sechs Pfauenfedern in zwei Reihen zwischen zwei gescheckten Büffelhörnern. In Johann Siebmachers Wappenbuch III. Tafel 167 ist der Balken schräglinks und die Büffelhörner sind abwechselnd Rot, Blau und Silber gescheckt. Die Pfauenfedern stehen in zwei Reihen vor den Hörnern. Die Helmdecken sind Gold, Blau und Rot. Christian Friedrich August von Meding beschreibt das Wappen in seinen Nachrichten von adeligen Wappen Band III, S. 138 (1791) nach Micraelius und Siebmacher und das Neue Preussisches Adels-Lexicon des Freiherrn Leopold von Zedlitz-Neukirch, Band 1, S. 438–439 (1836), nur nach Siebmacher.
Nach Ernst Heinrich Kneschke Die Wappen der deutschen freiherrlichen und adeligen Familien. Band 1, S. 123–124 (1855) lautet die Blasonierung: „Im Blauen Schilde ein schrägrechter, silberner Balken, welcher mit drei rothen, fünfblättrigen Rosen belegt ist. Auf dem Schilde steht ein Helm, welcher zwei Büffelhörner trägt, von welchem das rechte von Roth, Blau und Silber schräglinks, das linke von Silber, Roth und Blau schrägrechts gewunden ist. Die Hörner sind unten mit drei neben einander sthenden Rosen belegt, und über den selben ist ein doppelter Pfauenwedel von je fünf Federn aufgerichtet. Die Helmdecken sind roth und silbern.“

## Namensträger
- Friedrich Wilhelm von Dossow (* 1669; † 1758), königlich preußischer Generalfeldmarschall